# Bereich Bingen

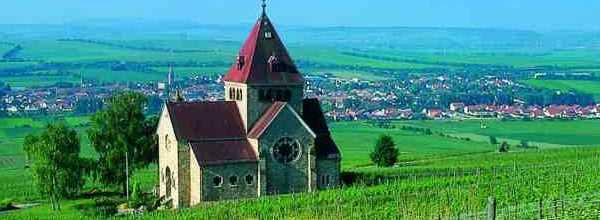
Rebenlandschaft bei Gau-Bickelheim

Der Bereich Bingen ist einer von drei Weinbaubereichen im in § 3 Abs. 1 Nr. 10 Weingesetz genannten Weinbaugebiet Rheinhessen.

## Lage
Der Bereich Bingen bildet gemeinsam mit den Bereichen Nierstein und Wonnegau das rheinhessische Weinanbaugebiet und befindet sich im Nordwesten der Region. Mit seinen 8.652 ha ist es nach dem Bereich Nierstein und seinen 9.968 ha der zweitgrößte Bereich in Rheinhessen, der Bereich Wonnegau kommt auf 7.580 ha.

## Groß- und Einzellagen
Der Bereich Bingen gliedert sich in sechs Großlagen mit insgesamt 140 Einzellagen.
| Sankt Rochuskapelle - Aspisheim: Johannisberg, Sonnenberg - Kempten am Rhein: Kapellenberg, Kirchberg, Schloßberg-Schwätzerchen - Bingen am Rhein: Kirchberg, Rosengarten, Scharlachberg - Büdesheim: Bubenstück, Osterberg, Schwarzenberg - Dietersheim: Schelmenstück - Sponsheim: Palmstein - Grolsheim: Ölberg - Gensingen: Goldberge - Horrweiler: Gewürzgärtchen, Goldberg - Welgesheim: Kirchgärtchen - Biebelsheim: Honigberg, Kieselberg - Pfaffen-Schwabenheim: Mandelbaum - Zotzenheim: Johannisberg, Klostergarten - Badenheim: Galgenberg, Römerberg - Dromersheim: Mainzerweg - Ockenheim: Hockenmühle, Klosterweg, Kreuz, Laberstall, Schönhölle, St. Jakobsberg Abtey - Gau-Algesheim: Goldberg, Steinert - Appenheim: Daubhaus, Drosselborn, Eselspfad, Hundertgulden - Nieder-Hilbersheim: Honigberg, Steinacker - Sprendlingen: Hölle, Honigberg, Klostergarten, Sonnenberg, Wißberg - Sankt Johann: Geyersberg, Klostergarten, Steinberg - Wolfsheim: Götzenborn, Osterberg, Sankt Kathrin - Partenheim: Sankt Georgen, Steinberg Rheingrafenstein - Pleitersheim: Sternberg - Volxheim: Alte Römerstrasse, Liebfrau, Mönchberg - Hackenheim: Kirchberg, Sonnenberg - Frei-Laubersheim: Kirchberg - Tiefenthal: Graukatz - Fürfeld: Eichelberg, Kapellenberg, Steige - Wonsheim: Hölle, Martinsberg, Sonnenberg - Neu-Bamberg: Heerkretz, Kirschwingert, Kletterberg - Siefersheim: Goldenes Horn, Heerkretz, Höllberg, Martinsberg - Wöllstein: Äffchen, Bockshaut, Haarberg-Katzensteg, Hölle, Ölberg, Schloßhölle - Eckelsheim: Eselstreiber, Kirchberg, Sonnenköpfchen | Adelberg - Nack: Ahrenberg - Wendelsheim: Heiligenpfad, Steigerberg - Flonheim: Binger Berg, Klostergarten, Rotenpfad - Uffhofen: La Roche - Erbes-Büdesheim: Geisterberg, Vogelsang - Bornheim: Hähnchen, Kirchenstück - Lonsheim: Mandelberg, Schönberg - Bermersheim vor der Höhe: Hildegardisberg, Klostergarten - Schimsheim: Leckerberg - Armsheim: Geiersberg, Goldstückchen - Ensheim: Kachelberg - Rommersheim: Kachelberg - Wörrstadt: Rheingrafenberg - Sulzheim: Schildberg Kurfürstenstück - Gumbsheim: Schloßhölle - Gau-Bickelheim: Bockshaut, Kapelle, Saukopf - Wallertheim: Heil, Vogelsang, Wißberg - Gau-Weinheim: Geyersberg, Kaisergarten, Wißberg - Vendersheim: Sonnenberg (Mit Gewannen: Am Hohlweg und Im Güldenloch) Kaiserpfalz - Jugenheim in Rheinhessen: Goldberg - Engelstadt: Adelpfad, Römerberg - Bubenheim: Honigberg, Kallenberg - Schwabenheim an der Selz: Klostergarten, Sonnenberg - Großwinternheim: Bockstein, Klosterbruder - Ingelheim am Rhein: Burgberg, Horn, Kirchenstück, Pares, Schloss Westerhaus, Schlossberg, Sonnenberg, Sonnenhang, Täuscherpfad - Wackernheim: Rabenkopf, Schwalben, Steinberg - Heidesheim am Rhein: Geißberg, Höllenberg, Steinacker |

## DLG-empfohlene Weingüter

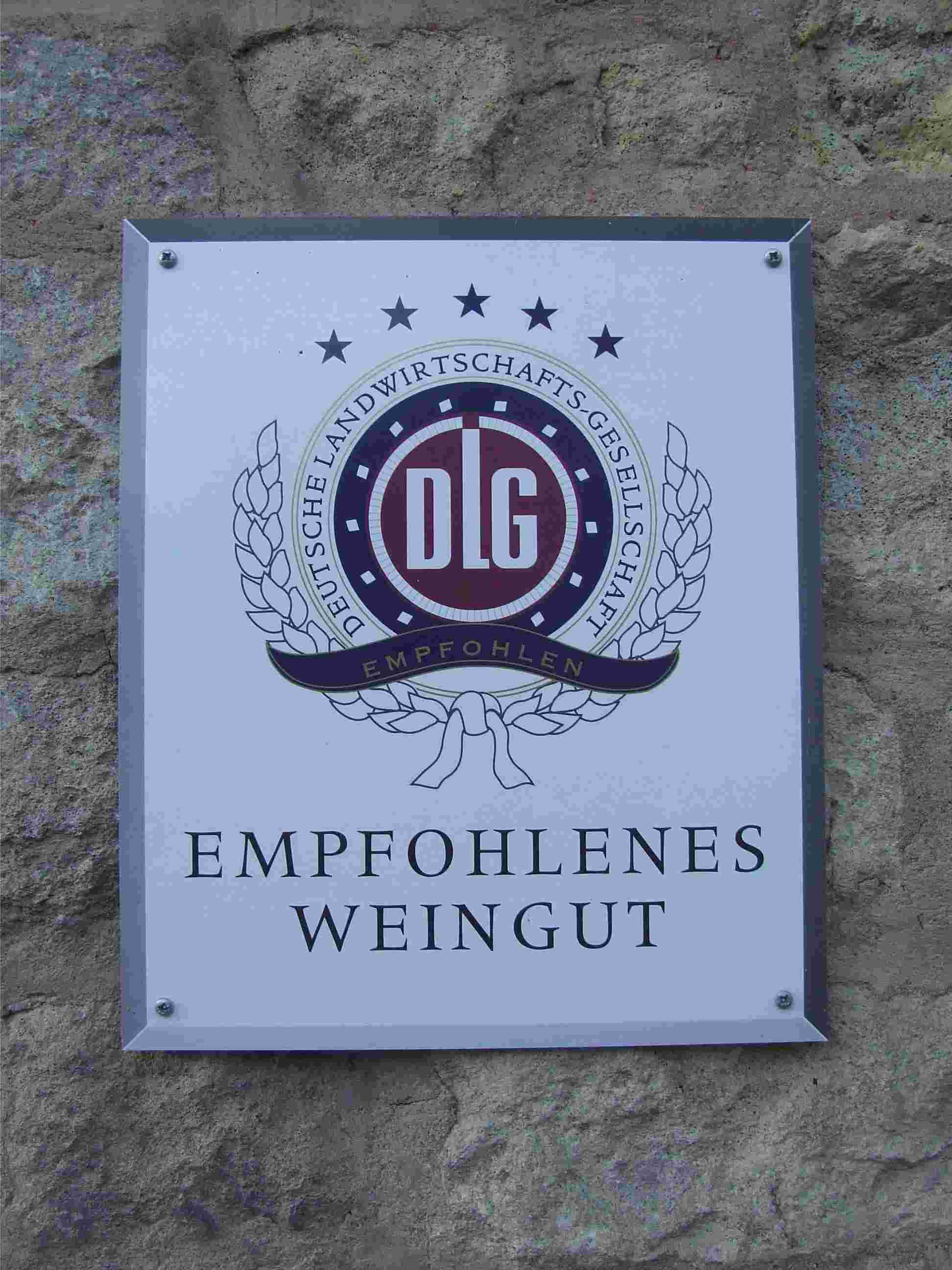
Schild an einem von der DLG empfohlenen Weingut

Die Deutsche Landwirtschafts-Gesellschaft (DLG) prüft seit 1999 Weingüter und Winzergenossenschaften und zeichnet die jährlichen Gewinner der Wettbewerbe mit den Zertifikaten DLG-Empfohlenes Weingut beziehungsweise DLG-Empfohlene Winzergenossenschaft aus.
Die Gültigkeit der Auszeichnung ist zunächst auf drei Jahre befristet. Danach wird in jährlichen Kontrollen überprüft, ob die Kriterien noch erfüllt werden. Im Bereich Bingen wurden bisher folgende Weingüter ausgezeichnet:
- Weingut Meyerhof (Flonheim)[6]
- Weingut Adolf Schick (Jugenheim in Rheinhessen)[6]
- Weingut Seyberth Alte Schmiede (Siefersheim)[6]
- Weingut Singer-Fischer (Ingelheim am Rhein)[7]
- Weingut Strubel-Roos (Flonheim)[8]